# Golden (Colorado)
Pour les articles homonymes, voir Golden.
Golden est une ville du Colorado, fondée le 16 juin 1859, et devant son nom à Thomas L. Golden, un célèbre chercheur d'or. Golden est le siège du comté de Jefferson, dans la banlieue de Denver.
Selon le recensement de 2010, sa population est de 18 867 habitants. La municipalité s'étend sur 10,02 milles carrés (25,95 km2).
Golden abrite la Colorado School of Mines, le laboratoire national d'énergies renouvelables, la Coors Brewing Company, le musée du train du Colorado ainsi que le siège social et la fabrique américaine des célèbres couteaux spyderco.

## Histoire
Colorado fut la capitale de l'État du Colorado de 1862 à 1867.
C'est près de cette ville que furent découvertes pour la première fois, en 1874, des dents de Tyrannosaurus .

## Démographie
| 1860  | 1870 | 1880  | 1890  | 1900  | 1910  |
| ----- | ---- | ----- | ----- | ----- | ----- |
| 1 014 | 587  | 2 730 | 2 383 | 2 152 | 2 477 |

| 1920  | 1930  | 1940  | 1950  | 1960  | 1970  |
| ----- | ----- | ----- | ----- | ----- | ----- |
| 2 135 | 2 426 | 3 175 | 5 238 | 7 118 | 9 817 |

| 1980   | 1990   | 2000   | 2010   | - | - |
| ------ | ------ | ------ | ------ | - | - |
| 12 237 | 13 116 | 17 159 | 18 867 | - | - |

## Dans la fiction
La ville de Golden est au cœur de la novella Mustang de Maylis de Kerangal, publiée dans le recueil Canoës. 